# Malattia di DeSanctis-Cacchione
La malattia di De Sanctis-Cacchione o idiozia xerodermica è una malattia congenita caratterizzata da xeroderma pigmentoso e ritardo dello sviluppo psicomotorio spesso associati ad altri sintomi meno specifici.

## Epidemiologia
Non esistono differenze marcate tra la popolazione maschile e femminile. Non è nota la precisa incidenza della patologia.

## Sintomatologia
Si presentano caratteristiche comuni ai malati di tale malattia:
- xeroderma pigmentoso
- ritardo dello sviluppo psicomotorio
- disidrosi cutanea
- congiuntivite
- microcefalia
- bassa statura
- ipoacusia neurosensoriale
- iperpigmentazione dopo esposizione solare

## Eziologia
La malformazione, di carattere familiare, ha una modalità di trasmissione di tipo autosomico recessivo, è dovuta all'anomalia genetica del cromosoma 10 (mappatura 10q11); il gene interessato è il ERCC6. 

## Terapia
Attualmente non esiste un trattamento efficace contro questa malattia e l'unica terapia si basa sulla prevenzione delle complicanze.